# Septoidium clusiaceae
Septoidium clusiaceae är en svampart som beskrevs av G. Arnaud 1921. Septoidium clusiaceae ingår i släktet Septoidium och familjen Parodiopsidaceae.   Inga underarter finns listade i Catalogue of Life.